# Pilsner Bier

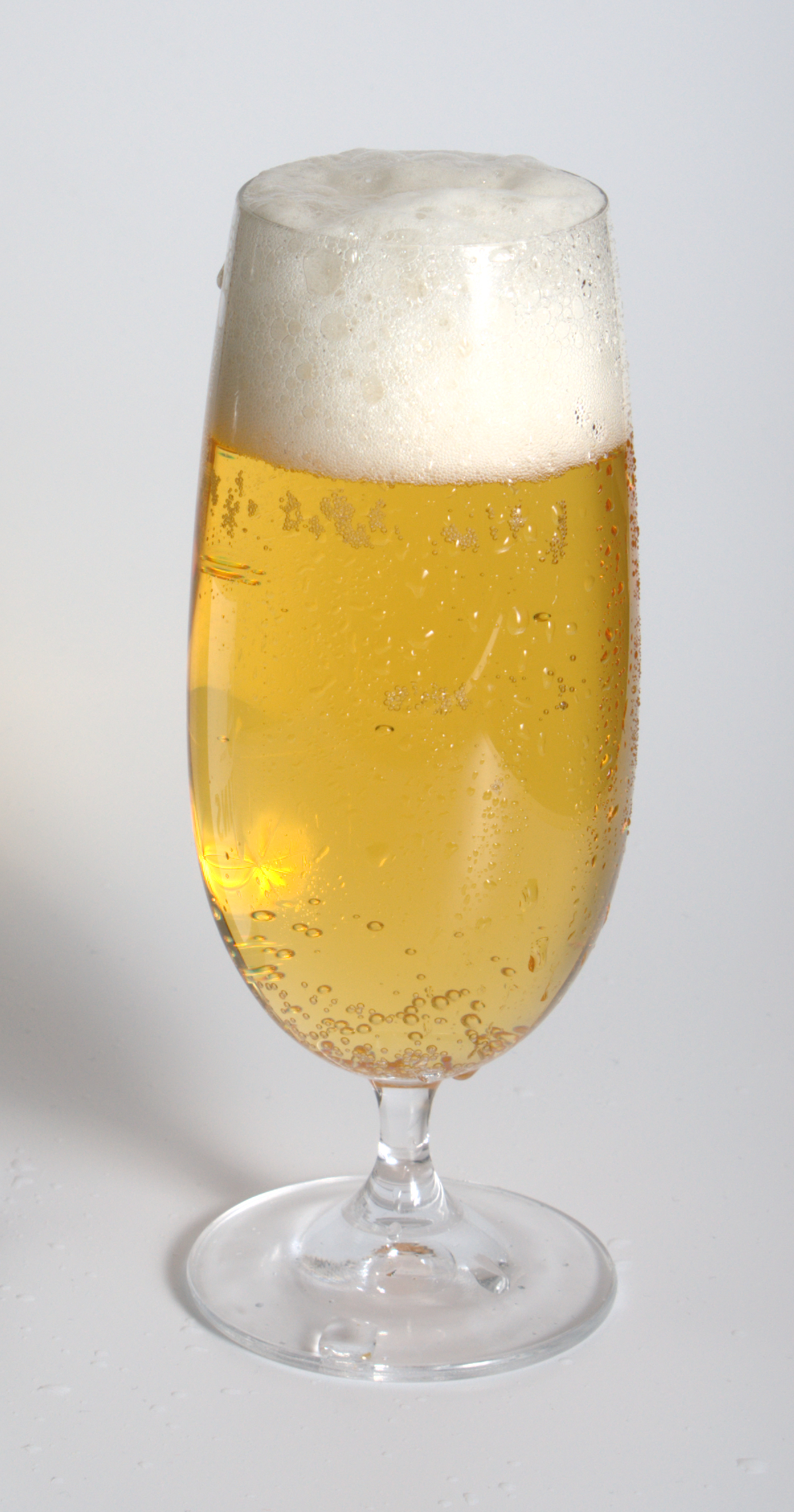
Ein Pilsner

Pils(e)ner Bier, auch Pils oder Bier nach Pilsner Brauart, in der Schweiz auch Spezialbier, ist ein nach der böhmischen Stadt Pilsen benanntes, untergäriges Bier mit im Vergleich zu anderen Biersorten erhöhtem Hopfengehalt (und auch starkem Hopfenaroma) und höchstens 12,5 °P Stammwürzegehalt. Nach Pilsner Brauart hergestellte Biere bilden heute den Großteil der in Deutschland produzierten und verkauften Biere. Es wird häufig aus der Pilstulpe getrunken.

## Geschichte

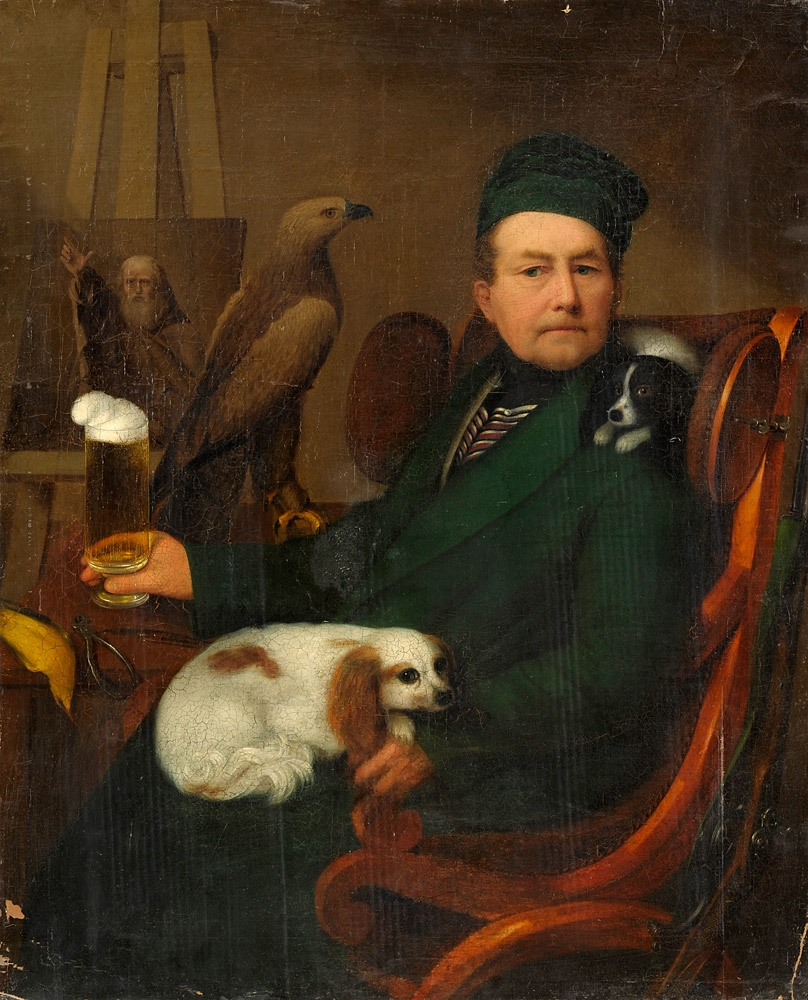
Herrenporträt mit Hunden und Pilsglas, 19. Jahrhundert

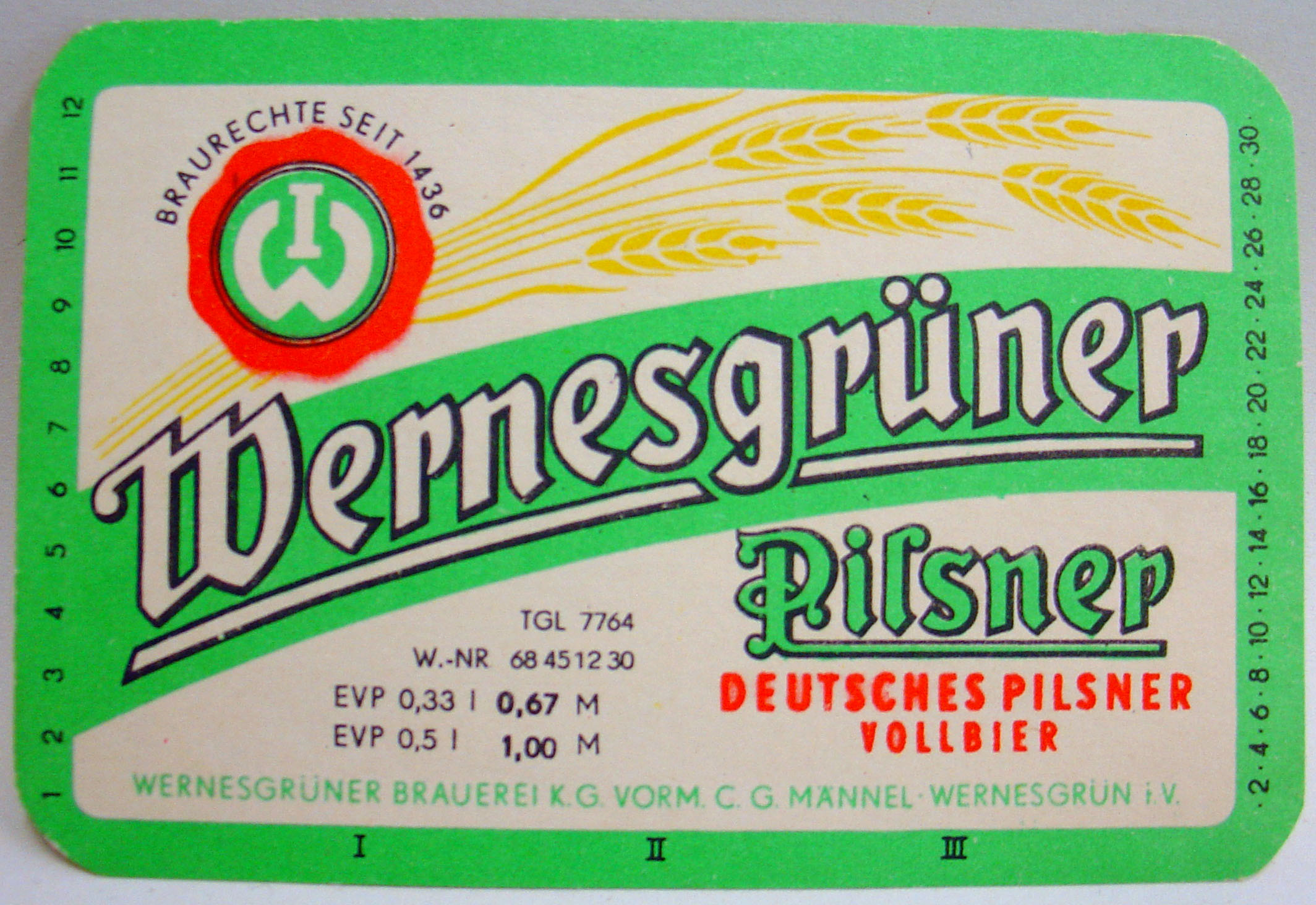
Pilsner-Etikett Wernesgrüner Brauerei KG, aus der DDR

Das Bier wurde als Lagerbier und Exportbier sehr beliebt und auch außerhalb Böhmens verbreitet. Bald nannten sich viele Biere nicht nur in Deutschland Pilsner, Pilsener oder auch nur Pils. Dabei ist die Pilsner Brauart aus der schon damals berühmten Bayerischen Brauart entstanden, die vor allem auf dem schonend gedarrten und daher sehr hellen Malz beruhte. Dieses heute als Pilsner Malz bezeichnete Malz, eine langsame, kalte Gärung und lange Lagerung in kalten Höhlen und tiefen Kellern (siehe auch Märzenbier) sind typische Merkmale des Biers nach Pilsner Brauweise.
Da das vorher in Pilsen gebraute Bier – ein dunkles, trübes, warm vergorenes Bier – einen so schlechten Ruf hatte, dass sogar mehrere Fässer Bier aus Protest öffentlich auf dem Rathausplatz ausgeschüttet wurden, berief der Pilsner Braumeister des Bürgerlichen Brauhauses Martin Stelzer in Pilsen 1842 den bayerischen Braumeister Joseph Groll aus Vilshofen nach Pilsen, um den Böhmen in Pilsen ein gutes Bier zu brauen.
Joseph Groll braute am 5. Oktober 1842 den ersten Sud in Pilsen, der sich aber in einigen Punkten von dem seiner Heimat unterschied: Er benutzte mit dem sehr salzarmen, weichen böhmischen Wasser und dem dortigen Saazer Hopfen andere Rohstoffe. Anstelle des zuvor gebräuchlichen dunklen Malzes verwendete Groll ein nur leicht gedarrtes, sehr helles Malz. Sein „Urquell“ genanntes Bier erhielt dadurch einen charakteristischen Geschmack und die typische goldgelbe Farbe. Am 11. November 1842 wurde es erstmals in den Pilsener Gasthöfen Zum Goldenen Adler, Zur weißen Rose und Hanes ausgeschenkt. Heute wird dieses Bier unter der Marke Pilsner Urquell vertrieben. Erst die Verfügbarkeit von wirtschaftlich arbeitenden Kältemaschinen ab den 1870er-Jahren machte das Brauen nach Pilsener Methode flächendeckend auch dort möglich, wo keine natürlichen Höhlensysteme zur Kühlung vorhanden waren.
Zunächst setzte sich sogar für die untergärigen Biere der Begriff Nach Bayerischer Brauart durch, der erst später zu Pilsner Brauart geändert wurde. So existieren Etiketten der nach Pilsner Art brauenden Brauerei Heineken mit der Bezeichnung „Nach Bayerischer Brauart“. Die Fürther Brauerei Geismann, die als erste Brauerei im heutigen Bayern Pils braute, taufte dieses „Bayrisch Pilsener“.
Der wesentliche Unterschied eines nach Pilsner Brauart gebrauten Bieres zu anderen Vollbieren – wie etwa dem Hellen – ist, dass es stärker gehopft und somit bitterer ist. Dabei wird insbesondere im Pilsner Urquell Hopfen aus der berühmten Hopfenanbauregion um die nordböhmische Stadt Saaz verwendet.
In Pilsen können sich Besucher im Brauereimuseum ausführlich über die Geschichte des Pils informieren. Es beherbergt unter anderem frühere Mälzertrachten, antike Korkmaschinen und seltene Bierkrüge.

## Herkunftsbezeichnung in der Schweiz
Aufgrund eines auf das Jahr 1927 zurückgehenden und 1976 erneuerten Abkommens „über den Schutz von Herkunftsangaben, Ursprungsbezeichnungen und anderen geographischen Bezeichnungen“ mit der damaligen Tschechoslowakei durften bis 2023 Bezeichnungen wie „Pils“ oder „Pilsner Bier“ in der Schweiz nur verwendet werden, wenn das Bier aus Tschechien stammte. Im Gegenzug dazu verzichtete Tschechien beispielsweise auf die Verwendung der Bezeichnung „Emmentaler“ für Käse, der nicht in der Schweiz hergestellt wurde. Biere nach Pilsner Art wurden und werden in der Schweiz daher „Spezialbier“ (kurz „Spezial“ oder „Spezli“) genannt oder erhielten frei erfundene Namen. Im Jahr 2023 ist das Abkommen ausgelaufen und Schweizer Brauereien bieten seitdem auch Biere mit der Bezeichnung Pils an.